# Lobatse
Lobatse (inna nazwa: Lobatsi) – miasto w południowo-wschodniej Botswanie, przy granicy z RPA, na południowy zachód od Gaborone, w dystrykcie South East. Administracyjnie należy do miasta wydzielonego Lobatse.

## Nazwa
Nazwa miasta pochodzi od imienia wodza (Molebatse).

## Historia
Jedno z najstarszych miast w kraju (założone w roku 1909). Po uzyskaniu przez Botswanę niepodległości Lobatse stało się jednym z głównych miast w kraju – kandydowało nawet do miana stolicy. Lobatse jest pierwszym botswańskim miastem, w którym powstała asfaltowa droga. Zbudowano ją specjalnie z okazji wizyty króla Jerzego VI w 1948 roku. We wrześniu 1966 roku w Lobatse znajdowało się 7 km dróg asfaltowych (w całej ówczesnej Botswanie było ich tylko 8 km).
Urodził się tu Clarke Scholtz, południowoafrykański lekkoatleta, uczestnik igrzysk w Berlinie (1936).

## Demografia
W 2011 roku w mieście mieszkało 29 032 ludzi. W tym samym roku było to 13. co do liczby mieszkańców miasto w kraju. Jednocześnie Lobatse było jedynym, w którym przyrost naturalny okazał się ujemny (wśród 50 największych miast Botswany).
W 1991 roku liczyło 26 052 mieszkańców (ówcześnie czwarte miasto kraju pod względem liczby ludności).
W latach 1981–1991 średni przyrost naturalny w mieście wyniósł 3,2%.

## Obiekty
Przez Lobatse przebiegają dwie drogi krajowe: A1 i A2. W mieście znajduje się stadion piłkarski. Znajduje się w nim także m.in.: siedziba Krajowej Komisji Mięsnej (Botswana Meat Commission), siedziba Sądu Najwyższego Botswany, szpital, supermarket, poczta oraz Cumberland Hotel.

## Przemysł
Do miejscowej rzeźni w przeszłości sprowadzano bydło z całego kraju, a tutejsza wołowina trafiała do wielu miejsc na świecie. W mieście powstała garbarnia, zapewniająca kilkaset miejsc pracy. Siedzibę ma tutaj jedna z pierwszych publicznych spółek Botswany – „Sefalana sa Botswana” (hurtownie). Początkowo w mieście działała również tkacka firma „Tiro ya Diatla”, która używała wełny pochodzącej z owiec rasy karakuł. W mieście istnieje też przemysł cukrowniczy, piwny i gliniany.